# Zöbernbach
Zöbernbach är ett vattendrag i Österrike. Det ligger i den östra delen av landet, 90 km söder om huvudstaden Wien.
I omgivningarna runt Zöbernbach växer i huvudsak blandskog. Runt Zöbernbach är det ganska tätbefolkat, med 60 invånare per kvadratkilometer.